# وولفسپید
وولفسپید (انگلیسی: Wolfspeed) شرکت الکترونیک آمریکایی است، که در سال ۱۹۸۷ تأسیس شد.